# 大切派伊
大切派伊（匈牙利語：Nagycsepely），是匈牙利绍莫吉州所辖的一个村。总面积19.80平方公里，总人口363，人口密度18.3人/平方公里（2011年1月1日）。